# Patrik Kovačovský
Patrik Kovačovský (* 14. September 1970 in Bratislava) ist ein slowakischer Künstler und Kurator.

## Leben und Werk
Kovačovský studierte Bildhauerei an der Kunstakademie Bratislava sowie Multimedia und Film an der AC Kalifornien. Im Jahr 1996 erhielt er den Visual Artist of the Year Award (heute Oskár Čepan Award).
Kovačovský arbeitet mit verschiedenen Medien und verbindet Installation, Skulptur, Malerei und Computergrafik. Neuerdings integriert er auch Film und Fotografie. Er nahm unter anderem 1997 am Begleitprogramm zur documenta X, an der EXPO 2000 in Hannover und der an der Biennale für Multimedia und Film in Paris teil.
Seit 2007 arbeitet er als Leiter der Abteilung für Kunst am Bau an der Kunstakademie Bratislava. Seine Arbeiten befinden sich in slowakischen und internationalen Sammlungen.

## Ausstellungen
Einzelausstellungen (Auswahl)
- 2011 – Fluid Pictures, Emmanuel Walderdorff Galerie, Köln,[2]
- 2009 – „Humming-Hučanie“, Galerie Die Aktualität des Schönen..., Liberec, CZ
- 2009 – „5 dní“ (5 Tage), Photoport Gallery, Bratislava, SK
- 2006 – 07 - „Kosmos“ (Kozmos), Klatovy/Klenová Gallery, CZ
- 2006 – 07 - „Prelet“ (Flight), At Home Gallery, Šamorín, SK
- 2004 – Nikl & Kovacovsky, André Breton House, Zürich, CH
- 2003 – House of Art, České Bedějovice, CZ
- 1997 – documenta X – EURACA, Kassel, DE

Gruppenausstellungen (Auswahl)
- 2011 – Mapy/Mapps, Bratislava City Gallery – Mirbach Palace, Bratislava, SK
- 2011 – The 15th Tallinn Print Triennial, KUMU Art Museum of Estonia, Tallinn, EST
- 2011 – Echo Videotime 2010, Mährische Galerie, Brunn, CZ
- 2010 – Multiple choice, Emmanuel Walderdorff Galerie, Köln, DE
- 2010 – „Spätný chod / Zpětný chod - Reverse Thrust“, Prag, CZ
- 2009 – Labyrint světla, Prag, CZ
- 2006 – Panteon, Medium Gallery, Bratislava, SK
- 2006 – Autopoezis, Slowakische Nationalgalerie, Bratislava, SK
- 2005 – Sovereign European Art Award, London, UK
- 2002 – New Connection, Veletržní Palace, Prag, CZ
- 2001 – Trieste Contemporanea Central European Video art Presentation, Triest, IT
- 2000 – EXPO 2000, Slovak pavilion, Hannover, DE
- 2000 – Nouvelle Biennale Internationale, pour la photographie multimédia, Gallery Bernanos, Paris, FR
- 2000 – 20th Century, Slovak National Gallery, Bratislava, SK
- 1999 – Biennale von Venedig - Slovak Art for Free, Slovak Exposition, Venedig, IT